# Eckernworth
Koordinaten: 52° 51′ 56″ N, 9° 34′ 11″ O
Die Eckernworth ist der hügelige älteste Stadtwald von Walsrode im niedersächsischen Landkreis Heidekreis. Es erstreckt sich entlang des Böhme-Nebenbaches Fulde zwischen der Walsroder Altstadt und dem 4 Kilometer weiter westlich liegenden Dorf Fulde.

## Namensherkunft
Dem Namensteil Worth liegt die altsächsische Flurbezeichnung wurð, uurth „Hofstätte, Boden“ zugrunde (Nicht verwandt mit neuhochdeutsch Werder, „Flussinsel“ und mit Wurt, Warft, „aufgeworfener Hügel“). Ulrich Scheuermann sieht für das mittelniederdeutsche Wort wort, wurt die ursprüngliche Bedeutung „Boden“, „Grund“ (besonders der erhöhte oder eingehegte), speziell „Hofstätte“, auch „Feldstück“ oder „Waldmark“.
Der Namensteil Ecker steht über eine indogermanische Wurzel in Beziehung zu Acker und Waldweide (Baumfrüchte der Eiche und Buche). Im Mittelniederdeutschen stand das Wort ackeren für „Eichel“, „Buchel“, „Eichelmast“.
Dies legt für die Eckernworth eine Namensdeutung als erhöht gelegener Waldweideplatz nahe, wobei aus geologischen Gründen früher das Besondere dieses Hutewaldes die Bucheckern gewesen sein dürften, wogegen in den umgebenden Wäldern eher die Eichelmast möglich war.

## Natur- und kulturlandschaftliche Aspekte
Die etwa 50 Hektar große Eckernworth ist der von buchenreichem Laubwald bestandene nördliche Hang des nach Osten gerichteten Fuldetales, der von etwa 35 m ü. NHN bis 59 m ü. NHN reicht.
Der untere Teil ist ein langer, gewundener Steilhang von bis zu 12 Metern Höhe, an dessen Fuß mehrere landschaftlich gestaltete Fischteiche die ansonsten erlenbestandene Aue des Fuldetales ausfüllen. Ein sehr dichtes Wegenetz erschließt besonders die reizvollsten Partien.
Der Steilhang wird teilweise von rund 30 Millionen Jahre alten tonigen Gesteinen des Neogens gebildet. Diese Gesteine sind in der Lüneburger Heide fast überall von Moränen und Schmelzwassersanden eiszeitlicher Eisschilde überdeckt und treten nur an sehr wenigen Stellen an die Oberfläche. Eine davon deckt sich nahezu mit der bebauten Ortslage von Walsrode. Die Steilufer entlang der Fulde in der Eckernworth zeigen stellenweise ein für die Heide eher untypisches Vegetationsbild, was auf die dort angeschnittenen Tone zurückgeht, aber auch auf die im 19. Jahrhundert intensive Gestaltung als stellenweise parkartiger Stadtwald.
Man nimmt an, dass die Eckernworth früher Allmendewald war. Er wurde zu Beginn des 18. Jahrhunderts in Kommunalbesitz überführt und von 1756 bis 1780 für die Schweinemast an Walsroder Bürger verpachtet. In den Jahren 1830 und 1889 kaufte die Stadt weitere Flächen hinzu und forstete sie später auf. Im 19. Jahrhundert gestaltete Punkte sind der Jungbrunnen (eine in Findlingen gefasste Quelle im Oberhang) und im kleinen Bohlenbachtal der Schwanenteich mit Springbrunnen und einem etwas verfallenen kleinen Wasserfall weiter oberhalb. Die Eckernworth liegt im Landschaftsschutzgebiet Böhmetal, das 1976 ausgewiesen wurde.

## Bauten und Einrichtungen in der Eckernworth
An den Rändern der „vorderen“, östlichen Eckernworth südlich der Oskar-Wolff-Straße liegen folgende Gebäude:
- Eckernworth-Stadion und andere Sportanlagen
- Heidemuseum Rischmannshof, das 1912 als eines der ersten Freilichtmuseen in Deutschland eröffnet wurde
- „Waldgaststätte Eckernworth“[7]
- Schützenhaus des „Schützenkorps Walsrode von 1849 e. V.“[8]